# Rock'n Rouge
〈Rock'n Rouge〉는 일본의 가수 마츠다 세이코의 16번째 싱글로, 1984년 2월 1일 발매되었다.(7" Vinyl: 07SH-1455) B사이드 곡은 〈본 보야지〉(ボン・ボヤージュ)이다. 두 곡 모두 작사 ·  작곡 ·  편곡자가 동일하며, 작사는 마츠모토 타카시, 작곡은 쿠레다 카루호(呉田軽穂, 마츠토야 유미의 필명), 편곡은 마츠토야 마사타카가 담당했다.
이 곡은 마츠다 본인이 직접 출연한 가네보의 화장품 광고의 삽입곡인데, 그 점에서 비롯된 에피소드가 하나 있다. 당시 후지 TV에서는 《밤의 히트 스튜디오》라는 인기있는 음악 프로그램이 있었는데, 이 프로그램의 스폰서는 시세이도였다. 시세이도는 가네보와 경쟁사였고, "스폰서가 후원하는 방송에서 동종업체의 광고송을 부르는 것은 안된다."는 식으로 대략 1981년가량부터 이 방송에서는 시세이도를 제외한 화장품 광고 음악이 불리는 일은 없었다. 해당 노래를 방송에서 피로하고 싶다면, 최소한 광고가 더 이상 송출이 되지 않은 후에야 가능했다. 따라서 싱글 발매 직후 마츠다는 앨범 수록곡인 〈Canary〉나 〈본 보야지〉를 통해 이 방송에 출연하였고, 발매 후 약 두 달이 된 3월 26일에서야 〈Rock'n Rouge〉를 선보일 수 있었다.
이 곡은 1984년 2월 13일자 오리콘 싱글 차트에서 처음으로 1위를 기록하였으며, 3월 5일까지 총 4주간 1위에 머물렀다. 또한 2월의 월간 싱글 차트에서도 1위를 차지했다. 한편 당대의 음악 순위 프로그램인 《더 베스트텐》에서도 3월 1일, 8일, 22일까지 도합 3주간 1위에 올랐으며, 또 다른 순위 프로그램인 《더 톱텐》에서도 1위를 차지한 바 있다.

## 수록곡
| #            | 제목                                 | 작사            | 작곡          | 편곡              | 재생 시간 |
| ------------ | ------------------------------------ | --------------- | ------------- | ----------------- | --------- |
| 1.           | 〈〈Rock'n Rouge〉〉                 | 마츠모토 타카시 | 쿠레다 카루호 | 마츠토야 마사타카 | 4:14      |
| 2.           | 〈〈본 보야지〉〉 (ボン・ボヤージュ) | 마츠모토 타카시 | 쿠레다 카루호 | 마츠토야 마사타카 | 4:37      |
| 총 재생 시간 | 총 재생 시간                         | 총 재생 시간    | 총 재생 시간  | 총 재생 시간      | 8:51      |